# Дельта Окаванго
Дельта Окаванго (болото Окаванго) в Ботсвані — найбільша у світі річкова дельта внутрішнього стоку, тобто дельта річки, що не має стоку в море чи світовий океан.
| Ліві лапки | "Загадка, куди подівається вся ця вода", Аурел Шульц, 1897 | Праві лапки |

## Географія

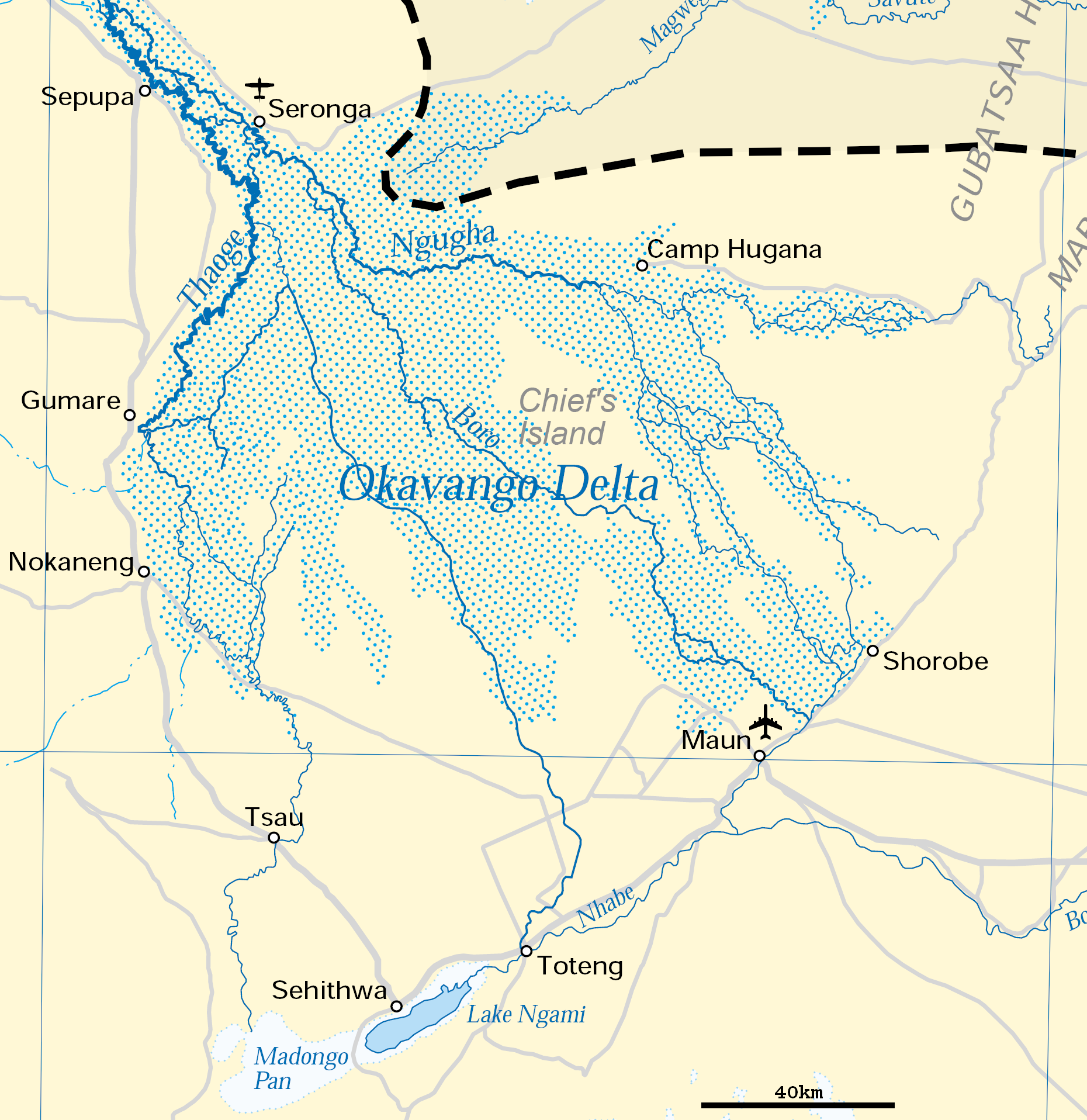
Карта дельти річки Окаванго

Раніше територія дельти була частиною озера Макгадікгаді, що висохло близько 10 тис. років тому. Зараз річка Окаванго, що стікає з плоскогір'їв Анголи, не має стоку в море. Замість цього, вона вливається в піски пустелі Калахарі, зрошуючи 15 000 км² пустелі. Щороку близько 11 км3 води досягає дельти. Частина цієї води під час вологого сезону досягає далеко на південь, створюючи озеро Нгамі.
Вода річки незвичайно чиста, перш за все через відсутність сільськогосподарської та промислової діяльності уздовж річки Окаванго. В дельті вода проходить крізь фільтр численних острівців та випарюється, залишаючи позаду великі кількості солі. Ці відкладення солі часто бувають настільки сильними, що рослинність зникає в центральній частині островів, де відкладаються кристали солі.
Річка Окаванго розливається щороку протягом вологого сезону, який починається в середині літа на півночі та на 6 місяців пізніше на півдні. Вода дельти відносно швидко випаровується через високі температури і сухе повітря, що приводить до циклічних змін розміру дельти. Острівці часто повністю зникають протягом паводків, а потім знову осушуються протягом сухого сезону.

## Галерея

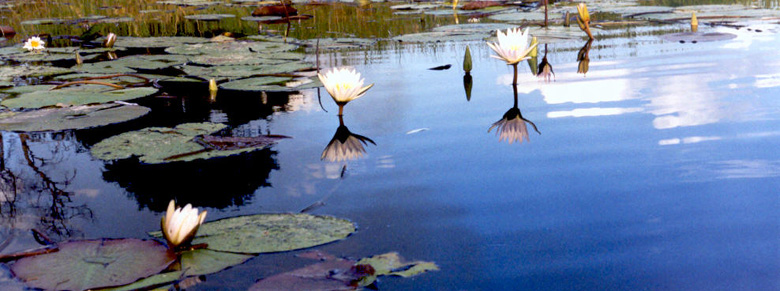
Лілеї в дельті
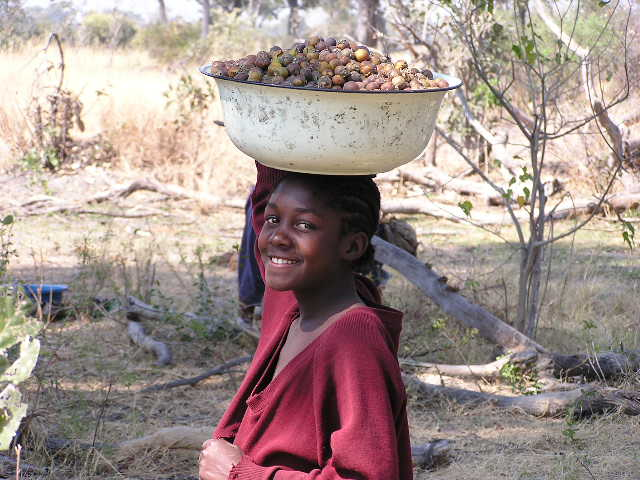
Дівчина збирає їжу в дельті Окаванго
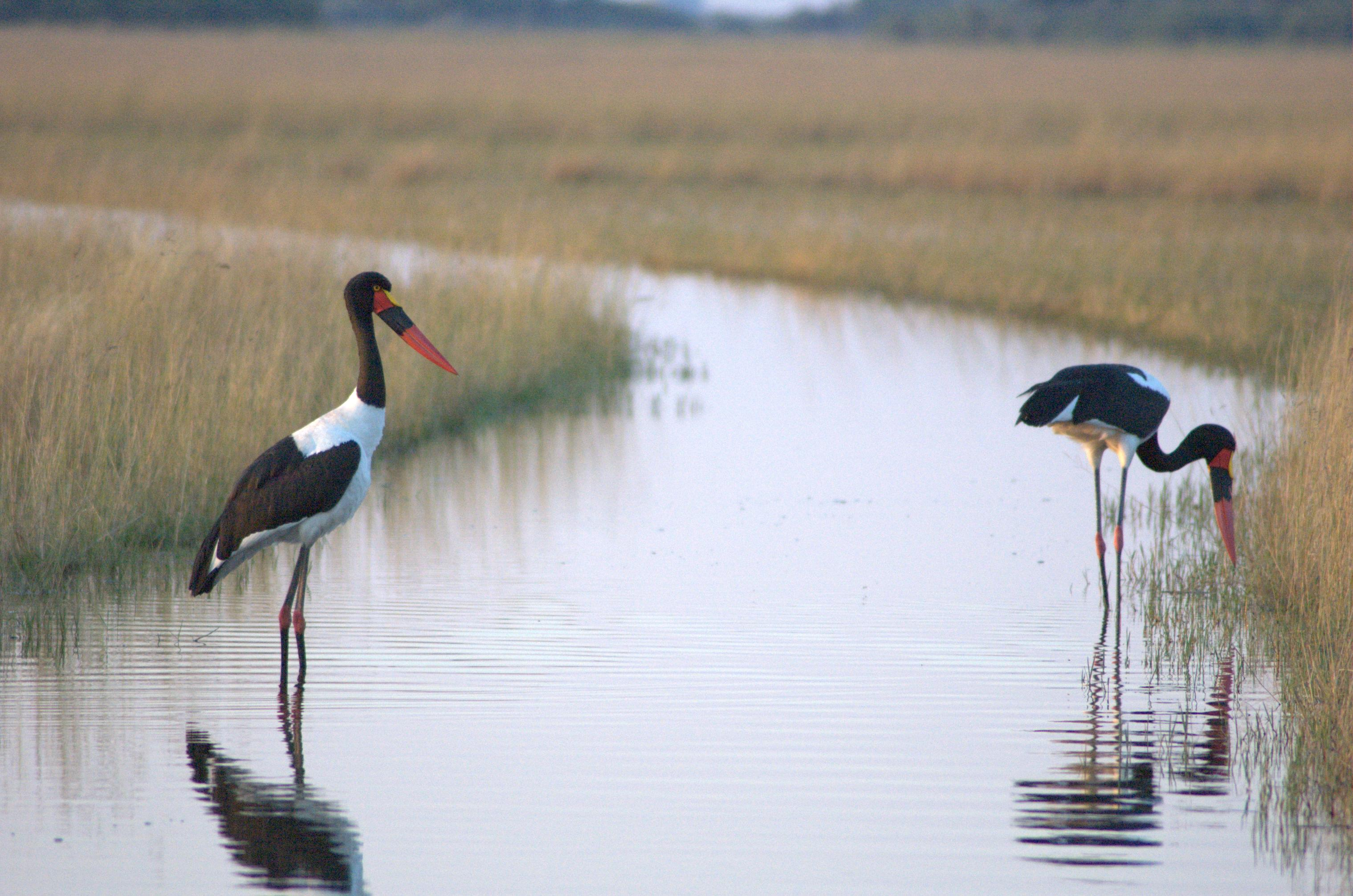
Пара лелек
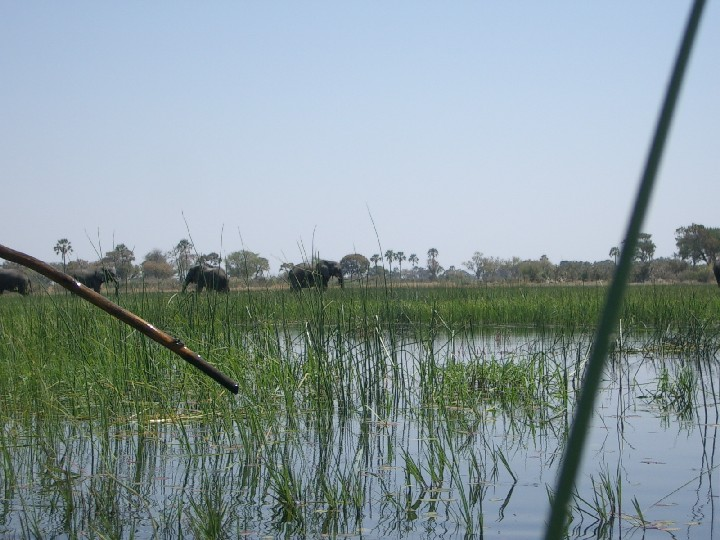
Слони в Дельті
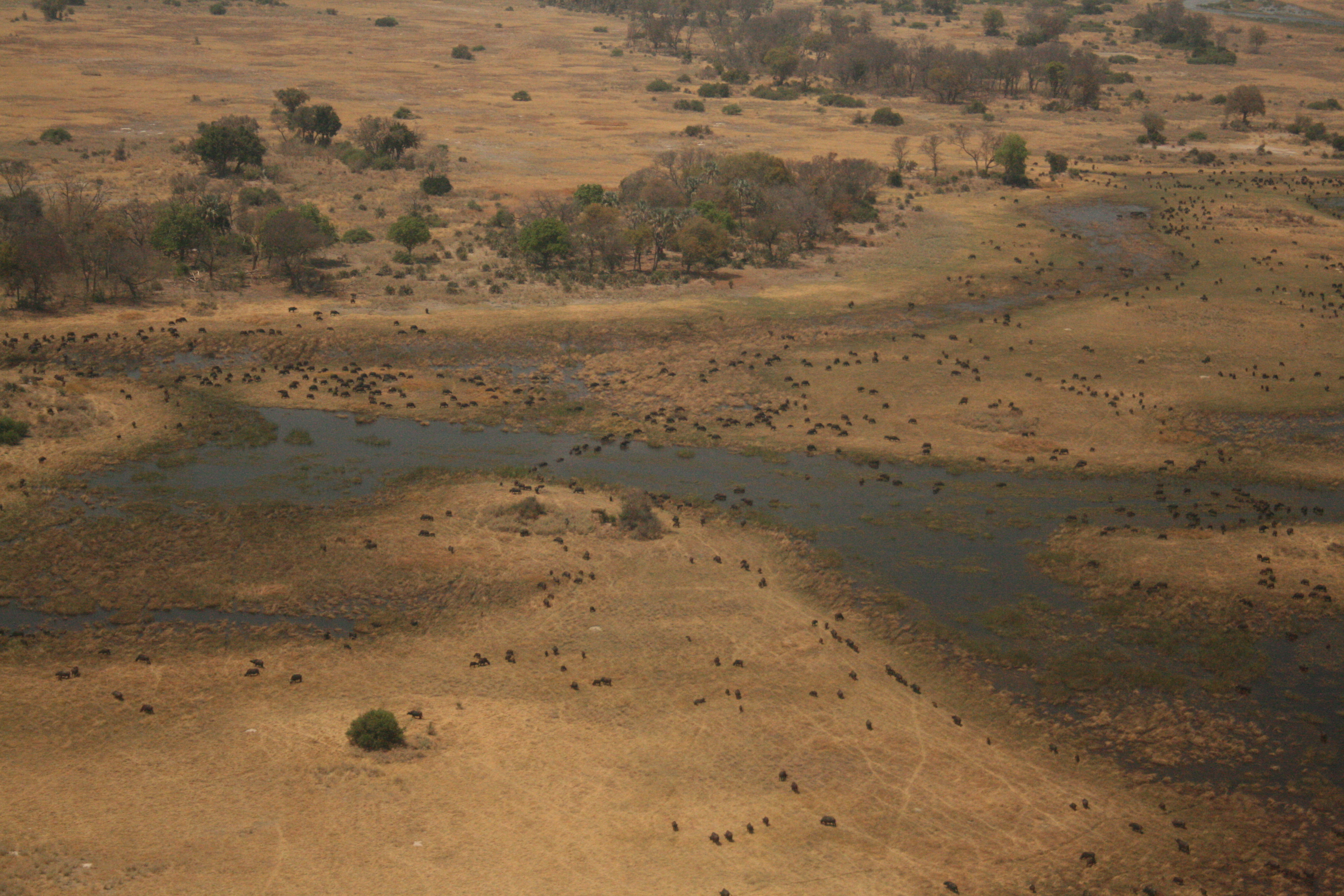
Стадо буйволів на півдні Дельти
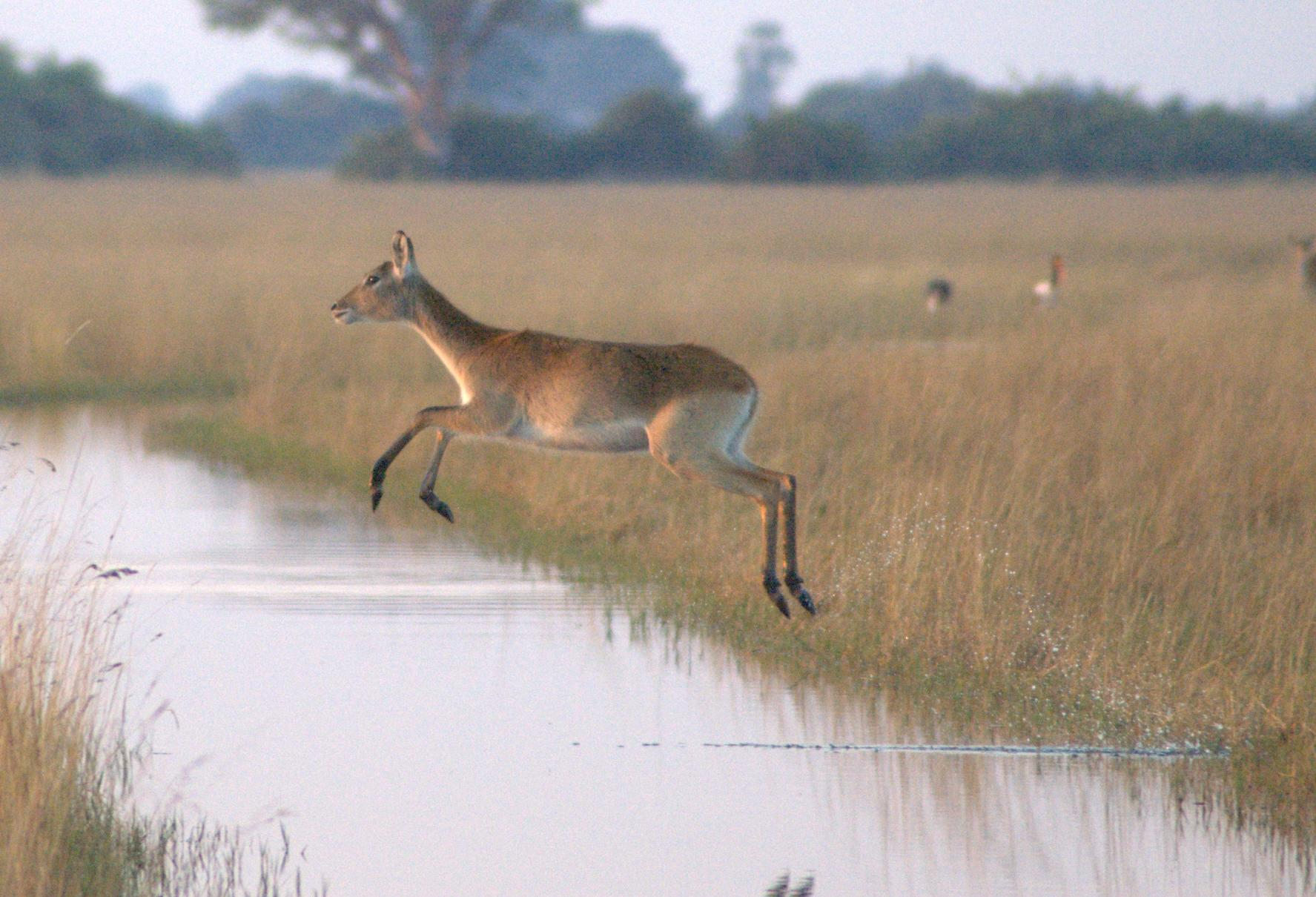
Антилопа-лечуе перестрибує ділянку води
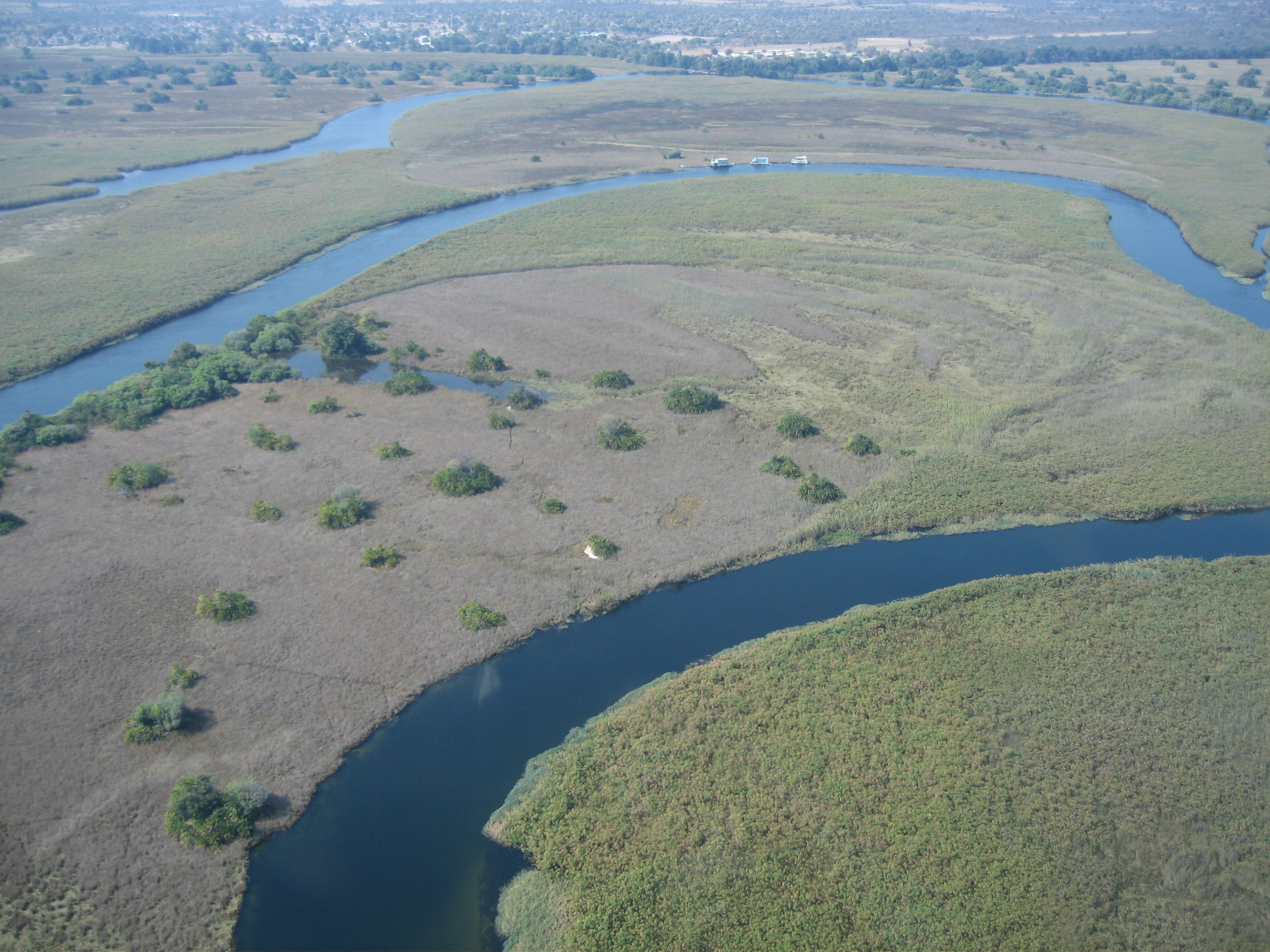
Дельта Окаванго